# イエス・ウィ・キャン・キャン
「イエス・ウィ・キャン・キャン」（Yes We Can Can）は、アラン・トゥーサンが作詞作曲した楽曲。ポインター・シスターズが1973年にカバーしてヒットした。

## 概要
リー・ドーシーが1970年に発表したアルバム『イエス・ウィ・キャン』に収録され、またシングル・カットもされている。オリジナル・タイトルは「イエス・ウィ・キャン」。ドーシーのバージョンはビルボードのソウル・チャートで46位を記録した。
ポインター・シスターズがカバーした経緯は次のとおりである。1972年、長女のルース・ポインターが加入したことによりグループはルース、アニタ、ボニー、ジューンの4人組となった。同時に彼女らはレーベルをアトランティック・レコードから別の会社に移すことを考え、いくつかのデモを録音した。その中のひとつに本作品が含まれていた。「アラン・トゥーサンの書いたものならどんなものでも好きだった」というプロデューサーのデヴィッド・ルービンソンの意向により「イエス・ウィ・キャン・キャン」が選ばれた。
1973年5月発売のアルバム『The Pointer Sisters』に収録された。同年8月にシングルカットされた。
ポインター・シスターズのバージョンは、同年10月13日から10月20日にかけてビルボード・Hot 100の11位を記録した。ソウル・チャートでも12位を記録した。そして1973年のビルボード年間チャートにおいては95位を記録している。
メル&ティム、ホセ・フェリシアーノ、ハリー・コニック・ジュニア、スライ&ロビー、ヤング・ホルト・アンリミテッド、テイラー・ヒックス、ヤング@ハート、マリア・マルダー、ジョス・ストーンらのカバー・バージョンがある。
作者のアラン・トゥーサン自身のバージョンは2005年に発表された。同年8月末、アメリカ合衆国南東部を大型の台風「ハリケーン・カトリーナ」が直撃するが、特にニューオリンズは甚大な被害を受けた。その直後の9月から10月にかけて、同市に縁の深いアーティストによってベネフィット・アルバムが制作される。同年12月に発売されたコンピレーション・アルバム『Our New Orleans: A Benefit Album for the Gulf Coast』の冒頭でトゥーサンは本作品を歌っている。

## パーソネル
- アニタ・ポインター - リード・ボーカル、バッキング・ボーカル
- ルース、ボニー、ジューン - バッキング・ボーカル
- デクスター・C・プレイツ - ベース
- ウィリー・フルトン - ギター
- ゲイロード・バーチ -ドラムス